# Breakthrough Initiatives
Breakthrough Initiatives (pol. Przełomowe Inicjatywy) – zapoczątkowany w 2015 roku program badań naukowych i technologicznych, finansowany przez rosyjskiego biznesmena Jurija Milnera, którego celem jest badanie Wszechświata, poszukiwanie naukowych dowodów na istnienie życia poza Ziemią i wspieranie debaty publicznej z perspektywy planetarnej. Program jest podzielony na poszczególne projekty nazwane Breakthrough Listen, Breakthrough Message, Breakthrough Starshot i Breakthrough Watch.

## Projekty

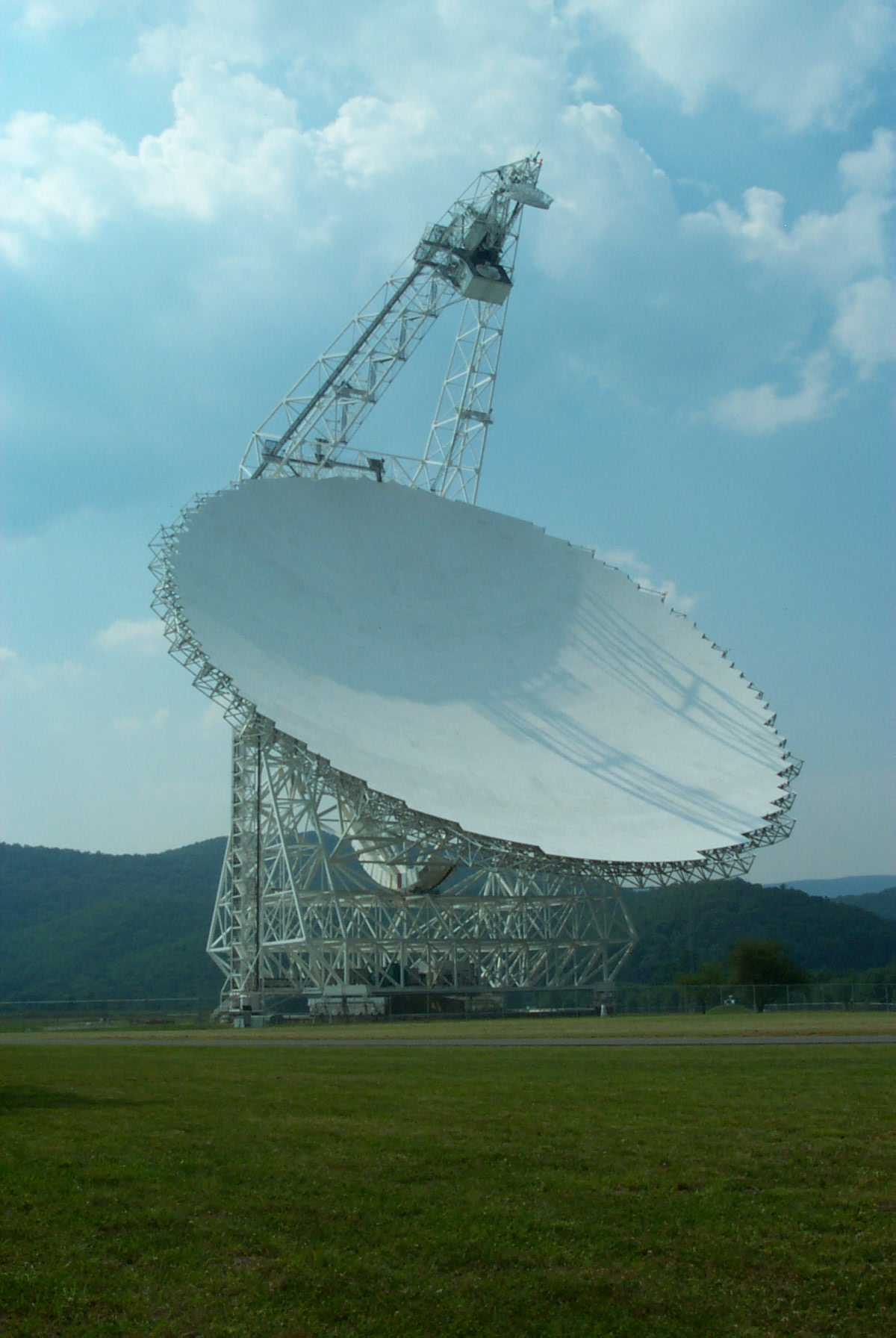
Radioteleskop Green Bank uczestniczący w programie Breakthrough Listen

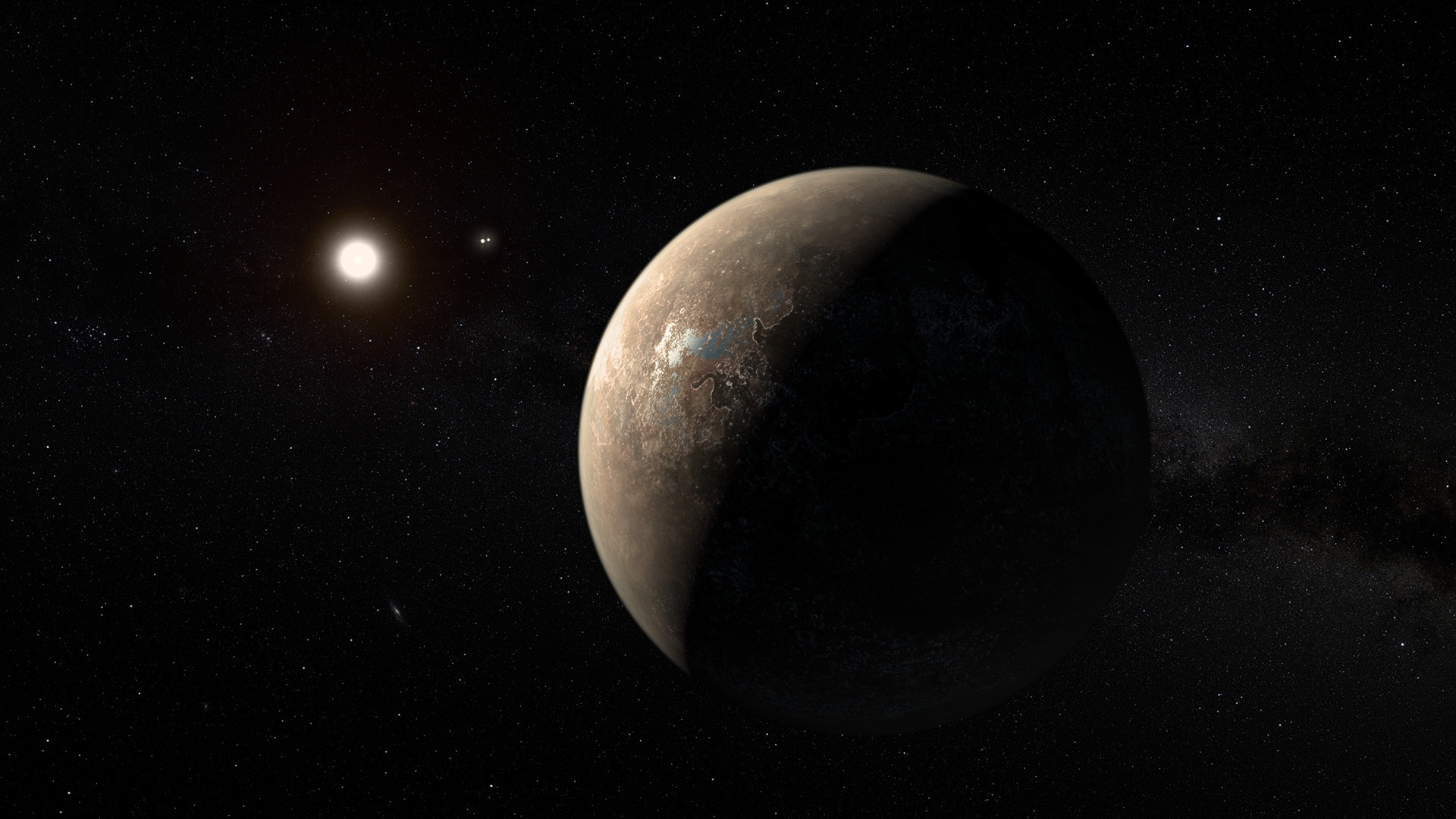
Artystyczna wizja planety Proxima Centauri b, możliwego celu misji sond programu Breakthrough Starshot

Alfa Centauri – główny cel obserwacji programu Breakthrough Watch

### Breakthrough Listen
Program obserwacji astronomicznych o wartości 100 mln dolarów, zaplanowany na 10 lat, którego celem jest poszukiwanie dowodów na istnienie pozaziemskiej inteligencji. Jest to najbardziej rozległe, intensywne i czułe poszukiwanie sygnałów sztucznego pochodzenia w zakresie radiowym i świetlnym z dotychczas przeprowadzonych. Planowane jest przeprowadzenie kompletnego przeglądu miliona najbliższych gwiazd, płaszczyzny i centrum naszej Galaktyki oraz 100 najbliższych galaktyk. Wszystkie zebrane dane będą publicznie dostępne.
Breakthrough Listen wykorzystuje radioteleskop Green Bank, australijski radioteleskop w Parkes Observatory oraz teleskop optyczny Automated Planet Finder w Obserwatorium Licka. Wyniki z pierwszego roku obserwacji wykonanych przez radioteleskop Green Bank zostały opublikowane w kwietniu 2017 roku.

### Breakthrough Message
Konkurs na stworzenie wiadomości przedstawiających Ziemię, życie i ludzkość, które mogłyby być zrozumiane przez pozaziemską cywilizację. Nie ma obecnie planów na faktyczne wysłanie tych wiadomości w kosmos. Celem projektu jest zachęcenie do myślenia o ludzkości jako całości oraz do zainicjowania dyskusji nad etycznymi i filozoficznymi problemami związanymi z wysyłaniem wiadomości do cywilizacji pozaziemskich. Suma nagród dla zwycięzców konkursu wynosi milion dolarów.

### Breakthrough Starshot
Program badawczy, o wartości 100 mln dolarów, którego celem jest zademonstrowanie możliwość realizacji koncepcji lotu międzygwiazdowego bezzałogowych mikropróbników z prędkością 20% prędkości światła w próżni i stworzenie podstaw dla przeprowadzenia misji do układu alfa Centauri w przeciągu jednego pokolenia.
Obecnie przyjęta koncepcja misji do alfa Centauri zakłada wyniesienie na orbitę wokółziemską statku, z którego wnętrza będą kolejno wyrzucane mikropróbniki, zwane nanostatkami, w łącznej ilości setek lub nawet tysięcy. Każdy nanostatek będzie składać się z wielofunkcyjnego czipa (nazwanego StarChip), przymocowanego do żagla świetlnego o boku około czterech metrów. StarChip będzie miał masę zaledwie około jednego grama i szerokość 15 mm. Znajdą się na nim komputery sterujące, źródła zasilania w energię, diody laserowe, kamery, a może także spektrografy i magnetometry. Źródłem napędu dla nanostatków ma być umieszczony na powierzchni Ziemi sfazowany układ laserowy, zbudowany ze stu milionów kilowatowych laserów rozmieszczonych na powierzchni jednego kilometra kwadratowego, o łącznej mocy 100 GW. Oświetlony przez wiązkę laserową żagiel świetlny zostanie w ciągu kilku minut rozpędzony przez ciśnienie promieniowania do 20% prędkości światła (60 000 km/s), po czym laser zostanie wyłączony. Materiał, z którego będzie wykonany żagiel musi przy tym odbijać 99,999% padającego światła. Lot nanostatków do układu alfa Centauri potrwa 20 lat, po czym w ciągu kilku godzin przelecą one obok gwiazdy i jej ewentualnych planet, wykonując zdjęcia i inne pomiary. Prawdopodobnym celem obserwacji może być odkryta w 2016 roku planeta Proxima Centauri b. Po przelocie nanostatki prześlą na Ziemię zebrane zdjęcia i inne dane za pomocą diod laserowych. Do ich odbioru posłuży ten sam układ laserowy, który wcześniej rozpędził statki.
Breakthrough Starshot jest najbardziej realnym z istniejących projektów lotu międzygwiazdowego. Jest on oparty na technologiach istniejących obecnie, lub które powinny powstać w nieodległej przyszłości. Jest on jednak kosztowny i wymaga pokonania wielu problemów związanych z konstrukcją jego elementów.
Poza misją do alfa Centauri opracowywane elementy programu mogą także znaleźć inne zastosowania. Napędzane wiązką laserową sondy umożliwią szybki przelot do celów w Układzie Słonecznym. Służący do napędu nanostatków układ laserowy może też służyć jako olbrzymi teleskop optyczny do obserwacji astronomicznych oraz do wykrywania planetoid przecinających orbitę Ziemi.

### Breakthrough Watch
Program astronomiczny, którego celem jest odkrycie i scharakteryzowanie zbliżonych wielkością do Ziemi planet skalistych znajdujących się w układzie alfa Centauri i wokół innych gwiazd w zasięgu 20 lat świetlnych od Ziemi oraz poszukiwanie na nich obecności tlenu i innych sygnatur biologicznych. W tym celu zostaną opracowane nowe technologie służące do poszukiwania planet ziemiopodobnych i śladów życia.
Breakthrough Watch współpracuje z Europejskim Obserwatorium Południowym przy przebudowie pracującego w podczerwieni instrumentu VISIR na jednym z teleskopów VLT, co znacznie zwiększy jego możliwości poszukiwania planet potencjalnie nadających się do życia. Opracowane przy tym technologie zostaną wykorzystane w przyszłym teleskopie E-ELT, który pozwoli na zbadanie w układzie alfa Centauri planet o rozmiarach Marsa. Planowana jest też budowa dwóch teleskopów kosmicznych ze zwierciadłami o średnicy 30 cm, przeznaczonych do obserwacji układu alfa Centauri. Pierwszy z nich będzie poszukiwał obecności planet przy użyciu pomiarów astrometrycznych, natomiast drugi przy użyciu koronografu.